# 카리아쿠섬

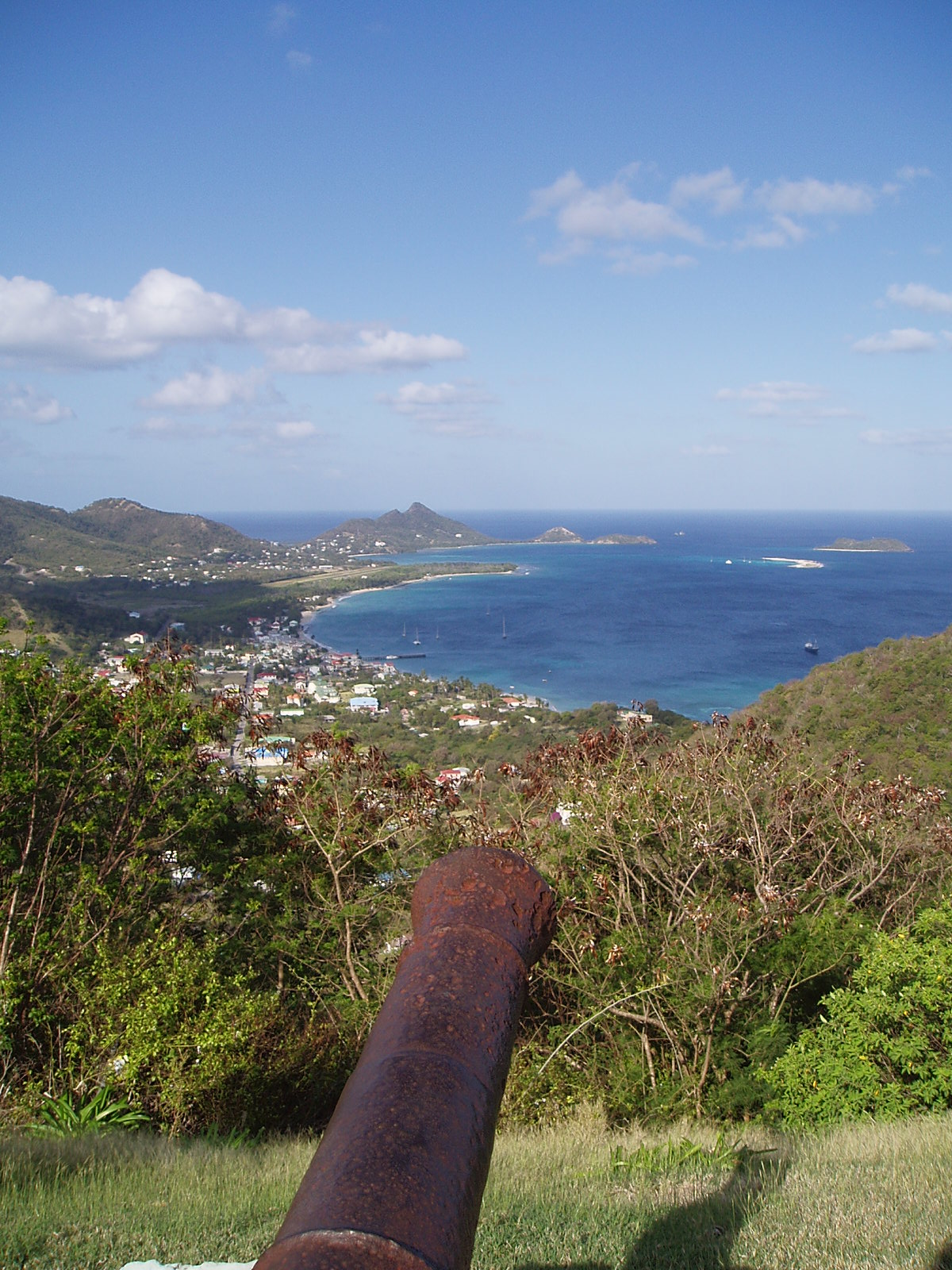
카리아쿠

카리아쿠섬(Carriacou)은 카리브해 남동부 그레나딘 제도에 위치한 그레나다의 섬이다. 그레나다 북동부에 위치하며 면적은 34km2, 인구는 8,000명이다.

## 같이 보기
- 카리아쿠 프티마르티니크